# Krzysztof Woźniak (oficer)
Krzysztof Marek Woźniak (ur. 28 czerwca 1976 w Bielawie, zm. 23 stycznia 2013 w Ghazni w Afganistanie) – polski wojskowy, żołnierz Wojsk Specjalnych, kapitan Wojska Polskiego, poległ podczas wykonywania zadania bojowego w czasie XII zmiany Polskich Sił Zadaniowych ISAF w Afganistanie, pośmiertnie awansowany na stopień majora.

## Życiorys

### Dzieciństwo i młodość
Krzysztof Woźniak urodził się 28 czerwca 1976 w Bielawie w województwie dolnośląskim. W 1996 ukończył Technikum Radiotechniczne w Dzierżoniowie. 

### Przebieg służby wojskowej

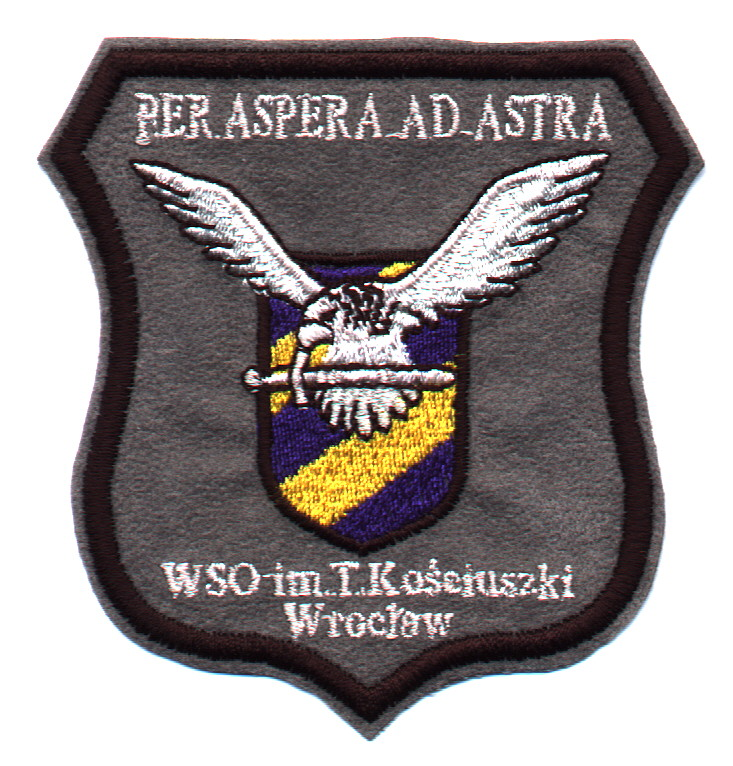
2000 – Absolwent Wyższej Szkoły Oficerskiej im. Tadeusza Kościuszki

We wrześniu 1996 rozpoczął studia we Wrocławiu jako podchorąży Wyższej Szkoły Oficerskiej im. Tadeusza Kościuszki, którą ukończył na kierunku rozpoznawczym i w 2000 został mianowany na stopień podporucznika. Po promocji otrzymał przydział służbowy do 1 Brygady Pancernej w Wesołej, gdzie rozpoczął zawodową służbę wojskową na stanowisku dowódcy plutonu rozpoznawczego. W tym czasie był na misji PKW KFOR w Kosowie. W 2005 został wyznaczony na stanowisko w 10 Brygadzie Kawalerii Pancernej w Świętoszowie. W 2007 przeszedł selekcję w Bieszczadach do Jednostki Wojskowej GROM. W 2008 ukończył kurs lądowych i morskich operacji antyterrorystycznych i został skierowany do JW Grom na stanowisko zastępcy dowódcy sekcji w Zespole Bojowym „A”. Krzysztof Woźniak pełnił służbę w misjach zagranicznych w strukturach ISAF SOF Polskiego Kontyngentu Wojskowego w Afganistanie. Podczas V zmiany był na stanowisku zastępcy dowódcy Grupy Szturmowej, a na IX zmianie jako dowódca Sekcji Szturmowej. W latach 2012–2013 był dowódcą Sekcji Szturmowej w pododdziale sił specjalnych tzw. Task Force 49 (TF-49), który podczas XII zmiany (miała status szkoleniowo-stabilizacyjny) tworzyli komandosi GROM (TF-49) oraz komandosi jednostki z Lublińca (TF-50) z dowódcą gen. bryg. Andrzejem Tuzem. 12 października 2012 pod jego komendą komandosi GROM (TF-49) brali udział w operacji pod kryptonimem „Shaad”, gdzie odbili pięciu afgańskich zakładników. 

### Śmierć komandosa
23 stycznia 2013 w godzinach nocnych jako dowódca Sekcji Szturmowej (TF-49) uczestniczył w wykonywaniu zadania w ramach operacji antyterrorystycznej w prowincji Ghazni w Afganistanie. Doszło tam do ataku na polskich żołnierzy, którzy wspierali akcję funkcjonariuszy afgańskich służb bezpieczeństwa (National Department of Security, NDS), mającą na celu poszukiwanie osób prowadzących działalność terrorystyczną. Operacja była zabezpieczana przez śmigłowce, pojazdy opancerzone oraz żołnierzy Polskich Sił Zadaniowych. Jej przeprowadzenie poprzedziły działania planistyczne oraz rozpoznawcze z udziałem Służby Kontrwywiadu Wojskowego. W trakcie podchodzenia do wytypowanego obiektu żołnierze z grupy szturmowej wojsk specjalnych zostali ostrzelani z broni małokalibrowej i zaatakowani granatami. W wyniku wymiany ognia zostało poszkodowanych pięciu komandosów, kpt. Krzysztof Woźniak został ciężko ranny. Na miejscu zdarzenia rannym udzielono pomocy medycznej, wezwano śmigłowce ewakuacji medycznej (MEDEVAC). Woźniak został przetransportowany do polskiego szpitala w bazie Ghazni, gdzie lekarzom nie udało się uratować jego życia. Minister obrony narodowej Tomasz Siemoniak pośmiertnie awansował poległego na stopień majora, a prezydent RP Bronisław Komorowski odznaczył go Krzyżem Kawalerskim Orderu Odrodzenia Polski. Mjr Krzysztof Woźniak w Afganistanie służył na misji po raz czwarty. Z JW 2305 związany był w latach 2008–2013. Był pierwszym poległym w misji bojowej żołnierzem GROM-u.

### Pochówek, upamiętnienie
Uroczystości pogrzebowe mjr. Krzysztofa Woźniaka odbyły się 26 stycznia 2013 w Zielonce k. Warszawy według ceremoniału wojskowego. Wojskową asystę honorową wraz z delegacją podczas uroczystości pogrzebowych wystawiła Jednostka Wojskowa GROM. Msza pogrzebowa celebrowana była przez biskupa polowego Józefa Guzdka w kościele pw. Matki Bożej Częstochowskiej w Zielonce. 
W 2015 w Dzierżoniowie w parku od strony ul. Piastowskiej przy przejściu podziemnym został odsłonięty obelisk poświęcony jego pamięci. Ciąg pieszo-jezdny, przy którym stanął obelisk, zyskał nazwę alei jego imienia. W 2021 2 batalion szkolny Akademii Wojsk Lądowych przyjął majora Krzysztofa Woźniaka na swojego patrona. 8 czerwca 2022 obecni i byli operatorzy formacji GROM uczcili pamięć towarzysza broni, podróżując po Polsce na motorach w swoim wolnym czasie, a Dzierżoniów był jednym z kilku miejsc, które odwiedzili.

## Awanse
- podporucznik – 2000[16]

(...)
- major – 2013 (pośmiertnie)[11]

## Ordery, odznaczenia i wyróżnienia
- Krzyż Komandorski Orderu Krzyża Wojskowego – 2013 (pośmiertnie)[2][11]
- Krzyż Wojskowy[3]
- Gwiazda Afganistanu[1]
- Odznaka Skoczka Spadochronowego Wojsk Powietrznodesantowych – 1998.

## Życie prywatne
Mieszkał i wychowywał się na os. Błękitnym w Dzierżoniowie. 
Od 1996 studia we Wrocławiu w Wyższej Szkole Oficerskiej im. Tadeusza Kościuszki. W latach 1996–2001 był w Wesołej, potem w Świętoszowie. Od 2008 pełnił służbę w JW 2305 w Warszawie w dzielnicy Rembertów. Jego zainteresowaniem była historia, a z zajęć sportowych najbardziej lubił boks. Był doświadczonym skoczkiem spadochronowym specjalizującym się w skokach w systemie HALO i HAHO (skoki z wysokości 10 tys. metrów). Był żonaty z Iwoną Woźniak, z którą miał trzech synów.